# Tetradecannitril
Tetradecannitril ist eine organische Verbindung aus der Gruppe der Nitrile.

## Vorkommen
Alkannitrile der Kettenlänge 7 (Heptannitril) bis 24 (Tetracosannitril) kommen in Schieferöl vor. Dabei sind Tridecannitril und Dodecannitril die Hauptkomponenten, aber auch Tetradecannitril kommt in größerer Menge vor. Pseudomonas veronii kann verschiedene langkettige Nitrile bilden, darunter Tetradecannitril sowie Tridecannitril, Pentadecannitril und Hexadecannitril.

## Herstellung
Tetradecannitril kann durch oxidative Dehydrierung von N-Tetradecylamin hergestellt werden. Dies ist in einer wässrigen Lösung von Dimethyldodecylamin-N-oxid möglich, wobei Nickel(II)-sulfat als Katalysator und Kaliumperoxodisulfat als Oxidationsmittel zum Einsatz kommt. Eine andere Synthesemethode geht von Tetradecanal aus. Dieses wird in Ethanol mit Hydroxylamin-Hydrochlorid sowie wenigen Tropfen Salzsäure versetzt und dann erhitzt.

## Reaktionen
Tetradecannitril kann durch Reaktion mit Samarium(II)-iodid in Tetrahydrofuran in Gegenwart von Wasser und Triethylamin zu N-Tetradecylamin reduziert werden.